# Championnat de Tunisie de football 2021-2022
Navigation
Saison précédente Saison suivante
La saison 2021-2022 du championnat de Tunisie de football est la 67e édition de la première division tunisienne depuis l'indépendance, la Ligue Professionnelle 1. 
Cette saison, les seize équipes sont réparties dans deux poules où elles s'affrontent deux fois. Les trois premiers de poule se rencontrent dans un mini-championnat pour disputer le titre et les places de qualification en compétition continentale. Les deux derniers de chaque poule sont relégués directement, les clubs classés 6e et 7e se rencontrent dans un autre mini-championnat pour déterminer deux autres relégués.
Les équipes promues de deuxième division sont le Club sportif de Hammam Lif et l'Espoir sportif de Hammam Sousse qui remplacent le Stade tunisien et la Jeunesse sportive kairouanaise.
L'Espérance sportive de Tunis est le tenant du titre. Les deux premiers du classement se qualifient pour la Ligue des champions de la CAF tandis que le troisième et le quatrième participent à la coupe de la confédération.

## Clubs participants

### Liste
| \| CA EST CSHL CAB OB ASS ESS ESHS USM ASR CSC CSS ESZ ESM USBG UST \| Localisation des clubs engagés dans le championnat. |
| CA EST CSHL CAB OB ASS ESS ESHS USM ASR CSC CSS ESZ ESM USBG UST                                                           |

Les douze premiers clubs du championnat 2020-2021, à l'exception du Croissant sportif chebbien, ainsi que les deux premiers du championnat de Ligue II 2020-2021 participent à la compétition.
Le Club sportif de Hammam Lif fait son retour en Ligue I après un an d'absence. L'Espoir sportif de Hammam Sousse fait son retour en Ligue I après neuf ans d'absence. L'Espérance sportive de Zarzis fait son retour en Ligue I après trois ans d'absence.
| Club                            | Dernière montée | Classement 2020-2021 | Entraîneur        | Depuis | Stade                              | Capacité théorique | Ville         |
| ------------------------------- | --------------- | -------------------- | ----------------- | ------ | ---------------------------------- | ------------------ | ------------- |
| Espérance sportive de Tunis     | 1971            | 1er                  | Radhi Jaïdi       | 2021   | Stade olympique de Radès           | 65 000             | Tunis         |
| Étoile sportive du Sahel        | 1962            | 2e                   | Lassaad Chabbi    | 2021   | Stade olympique de Sousse          | 40 000             | Sousse        |
| Union sportive de Ben Guerdane  | 2015            | 3e                   | Kamel Zaiem       | 2021   | Stade du 7-Mars                    | 10 000             | Ben Gardane   |
| Avenir sportif de Soliman       | 2019            | 4e                   | Chaker Meftah     | 2021   | Stade municipal de Soliman         | 3 000              | Soliman       |
| Club sportif sfaxien            | 1947            | 5e                   | Nabil Kouki       | 2021   | Stade Taïeb-Mehiri                 | 22 000             | Sfax          |
| Avenir sportif de Rejiche       | 2020            | 6e                   | Hamoud Al Saiari  | 2021   | Stade municipal de Rejiche         | 3 000              | Rejiche       |
| Union sportive de Tataouine     | 2018            | 7e                   | Chokri Khatoui    | 2019   | Stade Néjib-Khattab                | 5 000              | Tataouine     |
| Club africain                   | 1937            | 8e                   | Adel Sellimi      | 2022   | Stade olympique de Radès           | 65 000             | Tunis         |
| Étoile sportive de Métlaoui     | 2013            | 9e                   | Moez Bououkaz     | 2021   | Stade municipal de Métlaoui        | 5 000              | Métlaoui      |
| Union sportive monastirienne    | 2017            | 10e                  | Mourad Okbi       | 2021   | Stade Mustapha-Ben-Jannet          | 25 000             | Monastir      |
| Club athlétique bizertin        | 1990            | 11e                  | Sofiene Hidoussi  | 2021   | Stade du 15-Octobre                | 20 000             | Bizerte       |
| Olympique de Béja               | 2020            | 12e                  | Chiheb Ellili     | 2021   | Stade Boujemaa-Kmiti               | 10 000             | Béja          |
| Croissant sportif chebbien      | 2021            | -                    | Bertrand Marchand | 2019   | Stade de Chebba                    | 3 000              | Chebba        |
| Club sportif de Hammam Lif      | 2021            | 1er-Groupe A (L2)    | Sami Gafsi        | 2020   | Stade municipal de Hammam Lif      | 15 000             | Hammam Lif    |
| Espoir sportif de Hammam Sousse | 2021            | 1er-Groupe B (L2)    | Naoufel Chebil    | 2020   | Stade municipal Bou Ali-Lahouar    | 7 000              | Hammam Sousse |
| Espérance sportive de Zarzis    | 2021            | Barrage (L2)         | Mounir Rached     | 2020   | Complexe sportif Abdessalem Kazouz | 7 000              | Zarzis        |

- Ligue des champions de la CAF
- Coupe de la confédération
- Promu de la Ligue II 2019-2020

### Retour du Croissant sportif chebbien
Le 11 septembre 2021, le Croissant sportif chebbien fait son retour en championnat à la suite d'un vote de l'assemblée générale ordinaire de la Fédération tunisienne de football

### Changements d'entraîneur
| Club          | Entraîneur(s) partant(s) | Motif du départ | Date de départ  | Position       | Entraîneur(s) arrivant(s) | Date d'arrivée   |
| ------------- | ------------------------ | --------------- | --------------- | -------------- | ------------------------- | ---------------- |
| CS Sfax       | Hamadi Dhaou             | renvoi          | 7 juillet 2021  | Pré-saison     | Giovanni Solinas (en)     | 28 juillet 2021  |
| ES Tunis      | Mouine Chaabani          | renvoi          | 27 juillet 2021 | Pré-saison     | Radhi Jaïdi               | 4 août 2021      |
| ES Sahel      | Lassaad Dridi            | renvoi          | 4 novembre 2021 | 6e (groupe B)  | Roger Lemerre             | 15 novembre 2021 |
| CS Sfax       | Giovanni Solinas (en)    | renvoi          | 2 février 2022  | 2e (groupe A)  | Jorge Costa               | 2 février 2022   |
| ES Sahel      | Roger Lemerre            | retraite        | 8 mars 2022     | 4e (groupe B)  | Lassaad Chabbi            | 2 mars 2022.     |
| CS Sfax       | Jorge Costa              | démission       | 2 février 2022  | 4e (groupe A)  | Nabil Kouki               | 2 février 2022   |
| AS Rejiche    | Farid Ben Belgacem       | renvoi          | 16 mai 2022     | 7e             | Hamoud Al Saiari          | 16 mai 2022      |
| Club africain | Montasser Louhichi       | renvoi          | 19 mai 2022     | 5e (play-offs) | Adel Sellimi              | 19 mai 2022      |

## Compétition

### Règlement
Le classement est calculé avec le barème de points suivant : une victoire vaut trois points, le match nul un. La défaite ne rapporte aucun point.
À égalité de points, les critères de départage sont les suivants :
1. plus grand nombre de points dans les confrontations directes ;
2. plus grand nombre de buts dans les confrontations directes ;
3. plus grande différence de buts dans les matchs de la phase aller ;
4. plus grand nombre de buts marqués dans la phase aller;
5. plus grande différence de buts générale ;
6. plus grand nombre de buts marqués ;
7. meilleur classement fair-play ;
8. tirage au sort pour départager les équipes en cas d'égalité absolue.

### Première phase

#### Groupe A
| Rang | Équipe                 | Pts | J  | G | N | P | Bp | Bc | Diff |
| ---- | ---------------------- | --- | -- | - | - | - | -- | -- | ---- |
| 1    | Espérance de Tunis (T) | 27  | 14 | 8 | 3 | 3 | 20 | 7  | +13  |
| 2    | CS Sfax (C)            | 21  | 14 | 6 | 3 | 5 | 12 | 10 | +2   |
| 3    | US Ben Guerdane        | 21  | 14 | 5 | 6 | 3 | 10 | 8  | +2   |
| 4    | US Tataouine           | 21  | 14 | 6 | 3 | 5 | 13 | 15 | -2   |
| 5    | CA Bizerte             | 19  | 14 | 6 | 1 | 7 | 13 | 15 | -2   |
| 6    | ES Métlaoui            | 17  | 14 | 4 | 5 | 5 | 11 | 15 | -4   |
| 7    | ES Hammam Sousse P     | 16  | 14 | 3 | 7 | 4 | 11 | 11 | 0    |
| 8    | CS Hammam Lif P        | 10  | 14 | 2 | 4 | 8 | 9  | 18 | -9   |

| Résultats (▼dom., ►ext.)                                   | EST | CSS | USBG | UST | ESM | CAB | CSHL | ESHS |
| EST                                                        |     | 1-0 | 0-0  | 3-0 | 3-0 | 4-0 | 2-0  | 0-0  |
| CSS                                                        | 1-0 |     | 0-1  | 1-0 | 2-0 | 1-2 | 2-0  | 1-1  |
| USBG                                                       | 0-0 | 0-1 |      | 0-0 | 1-0 | 0-1 | 1-2  | 2-1  |
| UST                                                        | 2-1 | 0-0 | 1-2  |     | 1-1 | 2-1 | 1-0  | 2-1  |
| ESM                                                        | 1-2 | 2-1 | 0-0  | 1-0 |     | 2-1 | 2-2  | 1-0  |
| CAB                                                        | 1-2 | 2-0 | 1-2  | 0-1 | 1-0 |     | 2-0  | 0-0  |
| CSHL                                                       | 2-1 | 1-2 | 0-0  | 1-2 | 0-0 | 0-1 |      | 0-0  |
| ESHS                                                       | 0-1 | 0-0 | 1-1  | 3-1 | 1-1 | 1-0 | 2-1  |      |
| - Victoire à domicile - Match nul - Victoire à l'extérieur |     |     |      |     |     |     |      |      |

#### Groupe B
Le 27 mars 2023, le Tribunal arbitral du sport accorde la victoire (2-0) au Croissant sportif chebbien lors du match contre le Club africain lors de la 14e journée originellement terminée par une victoire clubiste sur un score de 1-0.
Le classement est le suivant : 
| Rang | Équipe          | Pts | J  | G | N | P | Bp | Bc | Diff |
| ---- | --------------- | --- | -- | - | - | - | -- | -- | ---- |
| 1    | US Monastir     | 23  | 14 | 6 | 5 | 3 | 8  | 5  | +3   |
| 3    | Étoile du Sahel | 22  | 14 | 5 | 7 | 2 | 14 | 8  | +6   |
| 3    | Club africain   | 22  | 14 | 6 | 4 | 4 | 10 | 8  | +2   |
| 4    | AS Rejiche      | 20  | 14 | 5 | 5 | 4 | 10 | 10 | 0    |
| 5    | AS Soliman      | 17  | 14 | 4 | 5 | 5 | 7  | 9  | -2   |
| 6    | Olympique Béja  | 16  | 14 | 4 | 4 | 6 | 9  | 10 | -1   |
| 7    | CS Chebba       | 16  | 14 | 4 | 4 | 6 | 8  | 9  | -1   |
| 8    | ES Zarzis P     | 13  | 14 | 3 | 4 | 7 | 6  | 13 | -7   |

| Résultats (▼dom., ►ext.)                                   | ESS | ASS | ASR | CA  | USM | OB  | CSC | ESZ |
| ESS                                                        |     | 2-0 | 1-1 | 1-0 | 0-0 | 2-2 | 1-0 | 1-0 |
| ASS                                                        | 0-0 |     | 1-0 | 1-0 | 0-0 | 0-1 | 1-0 | 2-1 |
| ASR                                                        | 0-2 | 2-2 |     | 0-1 | 0-1 | 0-0 | 1-0 | 1-0 |
| CA                                                         | 1-1 | 1-0 | 1-1 |     | 2-0 | 1-0 | 0-2 | 1-0 |
| USM                                                        | 1-0 | 1-0 | 0-1 | 0-0 |     | 2-1 | 2-0 | 1-0 |
| OB                                                         | 0-0 | 1-0 | 1-2 | 1-0 | 0-0 |     | 0-1 | 0-1 |
| CSC                                                        | 2-0 | 0-0 | 0-1 | 1-1 | 0-0 | 1-0 |     | 0-0 |
| ESZ                                                        | 0-3 | 0-0 | 0-0 | 0-1 | 1-0 | 0-2 | 2-1 |     |
| - Victoire à domicile - Match nul - Victoire à l'extérieur |     |     |     |     |     |     |     |     |

### Deuxième phase

#### Plays-off
| Rang | Équipe                 | Pts | J  | G | N | P | Bp | Bc | Diff |
| ---- | ---------------------- | --- | -- | - | - | - | -- | -- | ---- |
| 1    | Espérance de Tunis (T) | 24  | 10 | 6 | 3 | 1 | 16 | 8  | +8   |
| 2    | US Monastir            | 22  | 10 | 6 | 2 | 2 | 16 | 9  | +7   |
| 3    | CS Sfax (C)            | 16  | 10 | 3 | 5 | 2 | 10 | 7  | +3   |
| 4    | Club africain          | 15  | 10 | 3 | 3 | 4 | 6  | 10 | -4   |
| 5    | Étoile du Sahel        | 13  | 10 | 3 | 4 | 3 | 13 | 11 | +2   |
| 6    | US Ben Guerdane        | 3   | 10 | 0 | 2 | 8 | 3  | 19 | -16  |

| Résultats (▼dom., ►ext.)                                   | EST | USM | CSS | CA  | ESS | USBG |
| EST                                                        |     | 1-0 | 2-1 | 3-1 | 1-0 | 2-1  |
| USM                                                        | 3-2 |     | 1-0 | 1-0 | 2-0 | 0-0  |
| CSS                                                        | 1-1 | 2-2 |     | 3-0 | 1-0 | 0-0  |
| CA                                                         | 0-0 | 2-1 | 0-0 |     | 0-1 | 2-1  |
| ESS                                                        | 1-1 | 2-4 | 1-1 | 0-0 |     | 3-0  |
| USBG                                                       | 0-3 | 0-2 | 0-1 | 0-1 | 1-5 |      |
| - Victoire à domicile - Match nul - Victoire à l'extérieur |     |     |     |     |     |      |

#### Play-out
| Rang | Équipe            | Pts | J | G | N | P | Bp | Bc | Diff |
| ---- | ----------------- | --- | - | - | - | - | -- | -- | ---- |
| 1    | ES Hammam Sousse  | 9   | 6 | 2 | 3 | 1 | 6  | 5  | +1   |
| 2    | Olympique Béja +1 | 9   | 6 | 2 | 2 | 2 | 5  | 2  | +3   |
| 3    | ES Métlaoui +1    | 9   | 6 | 2 | 2 | 2 | 5  | 6  | -1   |
| 4    | ES Zarzis         | 6   | 6 | 1 | 3 | 2 | 4  | 7  | -3   |

| Résultats (▼dom., ►ext.)                                   | ESHS | ESM | OB  | ESZ |
| ESHS                                                       |      | 2-1 | 1-0 | 1-1 |
| ESM                                                        | 2-1  |     | 0-0 | 1-0 |
| OB                                                         | 0-0  | 2-0 |     | 3-0 |
| ESZ                                                        | 1-1  | 1-1 | 1-0 |     |
| - Victoire à domicile - Match nul - Victoire à l'extérieur |      |     |     |     |

## Statistiques

### Buts marqués par journée

#### Première phase
Ce graphique représente le nombre de buts marqués lors de chaque journée durant la première phase, pour un total de 170 buts en 14 journées (soit 12,14 par journée et 1,51 par match) :

#### Deuxieme phase

##### Play-offs
58 buts sont marqués lors des play-offs soit 5,8 buts en moyenne par journée.

##### Play-out
20 buts sont marqués pendant les play-out soit 3,33 buts en moyenne par journée.

### Meilleurs buteurs
| Rang | Joueur                   | Club               | Buts |
| ---- | ------------------------ | ------------------ | ---- |
| 1    | Mohamed Ali Ben Hammouda | Espérance de Tunis | 10   |
| 2    | Aymen Harzi              | CS Sfax            | 6    |
| 2    | Hazem Mestouri           | ES Métlaoui        | 6    |
| 2    | Walid Karoui             | CS Sfax            | 6    |
| 5    | Lassaad Jaziri           | US Ben Guerdane    | 5    |
| 5    | Yassine Amiri            | Étoile du Sahel    | 5    |
| 5    | Youssef Ben Souda        | ES Hammam Sousse   | 5    |
| 5    | Youssef Abdelli          | US Monastir        | 5    |

### Meilleurs gardiens
Le classement des meilleurs gardiens est le suivant.
| Rang | Joueur              | Club              | Buts | Matchs | Ratio |
| ---- | ------------------- | ----------------- | ---- | ------ | ----- |
| 1    | Béchir Ben Saïd     | US Monastir       | 10   | 21     | 0.48  |
| 2    | Mouez Hassen        | Club africain     | 9    | 17     | 0.53  |
| 3    | Kaïs Amdouni        | Olympique de Béja | 12   | 19     | 0.63  |
| 4    | Aymen Dahmen        | CS Sfax           | 13   | 19     | 0.68  |
| 5    | Abdessalem Hallaoui | CS Chebba         | 10   | 14     | 0.71  |

## Droits TV
Le 16 octobre 2021, la Télévision tunisienne 1 annonce la non-diffusion des matchs du championnat à la suite de nombreux conflits avec la Fédération tunisienne de football à propos du remboursement des dettes de l'institution médiatique ; celles-ci s'élèvent en effet à 4,9 millions de dinars (3,5 millions de dinars pour la dernière saison et 1,4 million de dinars pour le début de la nouvelle saison).

## Bilan de la saison
- Champion d'automne : ES Tunis (groupe A) et US Monastir (groupe B)
- Champion :
- Meilleure attaque :
- Meilleure défense :
- Premier but de la saison :  Jacques Bessan (  41e) pour l'Olympique de Béja contre l'Espérance sportive de Zarzis (0-2), le 16 octobre 2021
- Dernier but de la saison :   Ilyes Chetti (  90e) pour l'Espérance sportive de Tunis contre l'Union sportive de Ben Guerdane, le 26 juin 2022
- Premier doublé :
- Premier triplé :  Mohamed Ali Ben Hammouda contre le CA Bizerte, le 9 mars 2022
- But le plus rapide d'une rencontre :
- But le plus tardif d'une rencontre :
- Journée de championnat la plus riche en buts :
- Journée de championnat la plus pauvre en buts :
- Nombre de buts inscrits durant la saison :
- Plus grand nombre de buts dans une rencontre :
- Plus large victoire à domicile : ES Tunis contre le CA Bizerte (4-0), le 9 mars 2022
- Plus large victoire à l'extérieur : ES Zarzis contre l'ES Sahel (0-3), le 16 mars 2022
- Coup du chapeau le plus rapide :
- Coups du chapeau de la saison :
- Plus grande série de victoires :
- Plus grande série de défaites :
- Plus grande série de matchs sans défaite :
- Plus grande série de matchs sans victoire :
- Plus grande série de matchs avec au moins un but marqué :
- Plus grande série de matchs sans but marqué :

## Tableau d'honneur
| Championnat de Tunisie de football 2021-2022                        |                                 |
| Champion                                                            |                                 |
| Qualifications continentales                                        |                                 |
| Ligue des champions de la CAF 2022-2023                             |                                 |
| Coupe de la confédération 2022-2023                                 |                                 |
| Promotions et relégations                                           |                                 |
| Promus en Championnat de Tunisie de football                        | Stade tunisien                  |
| Promus en Championnat de Tunisie de football                        | Étoile olympique de Sidi Bouzid |
| Relégués en Championnat de Tunisie de football de deuxième division | Club sportif de Hammam Lif      |
| Relégués en Championnat de Tunisie de football de deuxième division | Croissant sportif chebbien      |
| Relégués en Championnat de Tunisie de football de deuxième division | Étoile sportive de Métlaoui     |
| Relégués en Championnat de Tunisie de football de deuxième division | Espérance sportive de Zarzis    |